# Opsidota aestuosa
Opsidota aestuosa là một loài bọ cánh cứng trong họ Cerambycidae.